# بیل فورستر (بازیکن فوتبال)
بیل فورستر (انگلیسی: Bill Forster؛ ۱۸۷۹ – ۲۸ اکتبر ۱۹۶۲) بازیکن فوتبال اهل بریتانیا بود.
از باشگاه‌هایی که در آن بازی کرده‌است می‌توان به باشگاه فوتبال کریستال پالاس، باشگاه فوتبال گریمزبی تاون، و باشگاه فوتبال شفیلد یونایتد اشاره کرد.